# Moradillo de Roa (kommunhuvudort)
Moradillo de Roa är en kommunhuvudort i Spanien.   Den ligger i provinsen Provincia de Burgos och regionen Kastilien och Leon, i den centrala delen av landet, 130 km norr om huvudstaden Madrid. Moradillo de Roa ligger 921 meter över havet och antalet invånare är 211.
Terrängen runt Moradillo de Roa är huvudsakligen platt, men åt sydost är den kuperad. Terrängen runt Moradillo de Roa sluttar norrut. Runt Moradillo de Roa är det mycket glesbefolkat, med 7 invånare per kvadratkilometer. Närmaste större samhälle är Aranda de Duero, 15,7 km nordost om Moradillo de Roa. Trakten runt Moradillo de Roa består till största delen av jordbruksmark.